# William D. Lindsley

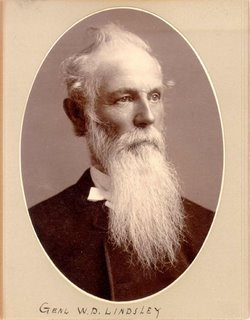
William D. Lindsley

William Dell Lindsley (* 25. Dezember 1812 in New Haven, Connecticut; † 11. März 1890 in Perkins, Ohio) war ein US-amerikanischer Politiker. Zwischen 1853 und 1855 vertrat er den Bundesstaat Ohio im US-Repräsentantenhaus.

## Werdegang
William Lindsley besuchte die öffentlichen Schulen seiner Heimat. Im Jahr 1832 zog er nach Buffalo in New York und wenig später in die Nähe von Sandusky im Erie County in Ohio, wo er in der Landwirtschaft arbeitete. Er war auch in der Staatsmiliz aktiv und erreichte im Jahr 1843 den Rang eines Brigadegenerals. Politisch schloss sich Lindsley der Demokratischen Partei an. Bei den Kongresswahlen des Jahres 1852 wurde er im 13. Wahlbezirk von Ohio in das US-Repräsentantenhaus in Washington, D.C. gewählt, wo er am 4. März 1853 die Nachfolge von James M. Gaylord antrat. Da er im Jahr 1854 nicht bestätigt wurde, konnte er bis zum 3. März 1855 nur eine Legislaturperiode im Kongress absolvieren. Diese war von den Ereignissen im Vorfeld des Bürgerkrieges geprägt.
Nach dem Ende seiner Zeit im US-Repräsentantenhaus betätigte sich William Lindsley wieder in der Landwirtschaft. Er starb am 11. März 1890 in Perkins und wurde in Sandusky beigesetzt.